# بخش مرکزی شهرستان رفسنجان
بخش مرکزی شهرستان رفسنجان یکی از بخش‌های شهرستان رفسنجان در استان کرمان ایران است.

## تقسیمات کشوری
- بخش مرکزی شهرستان رفسنجان
  - دهستان آزادگان
  - دهستان اسلامیه
  - دهستان خنامان
  - دهستان دره دران
  - دهستان رزم آوران
  - دهستان سرچشمه
  - دهستان قاسم آباد
  - دهستان کبوترخان

شهرها: رفسنجان و مس سرچشمه.

## جمعیت
بنابر سرشماری مرکز آمار ایران، جمعیت بخش مرکزی شهرستان رفسنجان در سال ۱۳۸۵ برابر با ۲۱۴۶۷۱ نفر بوده است.